# Anne Goscinny
Pour les articles homonymes, voir Goscinny.
 (septembre 2019).
Si vous disposez d'ouvrages ou d'articles de référence ou si vous connaissez des sites web de qualité traitant du thème abordé ici, merci de compléter l'article en donnant les références utiles à sa vérifiabilité et en les liant à la section « Notes et références ».
Anne Goscinny, née le 19 mai 1968 à Boulogne-Billancourt (Hauts-de-Seine), est une romancière française, auteure de plusieurs ouvrages parus chez Grasset et Gallimard.
Sa principale activité professionnelle est la gestion de l’œuvre de son père, René Goscinny, auteur d'Astérix, Lucky Luke, Iznogoud, Le Petit Nicolas…, dont elle est l'ayant droit.

## Biographie
Anne Goscinny a suivi toute sa scolarité au lycée Molière (Paris). Elle est titulaire d'une maîtrise de littérature comparée (son mémoire porte sur Jean Rhys : de l'échec d'une vie à la création littéraire) de l’université Paris-III Censier.
Critique littéraire, elle a collaboré à de nombreuses publications dont Paris Match, Le Figaro littéraire, L'Express, Le Magazine littéraire, Pilote.

## Romans
Elle a publié sept romans chez Grasset et un récit chez Nil. Ses romans sont traduits notamment au Portugal, à Taïwan, en Corée et en Pologne. Elle a reçu le prix de la WIZO en 2007 pour son roman Le Père éternel.
Son livre, Le Bruit des clefs, est adapté par Marion Bierry en 2017 sous forme de lecture musicale au Théâtre du Girasole (Avignon) puis au Musée d’Art et d’Histoire du judaïsme (Paris) accompagnée par le violoncelliste Henri Demarquette.
Elle écrit également pour la jeunesse. En collaboration avec la dessinatrice Catel, elle est l’auteur d’une série pour adolescents intitulée Le Monde de Lucrèce, recueil de nouvelles illustrées. Neuf volumes sont publiés chez Gallimard-Jeunesse, depuis mars 2018.
Parolière, ancienne élève de Claude Lemesle, elle est notamment l’auteur d’une chanson interprétée par Serge Reggiani (Lettre à Olivier). Avec Julien Doré, elle co-signe la chanson du Petit Nicolas pour le dessin animé.

## Édition et gestion de l'œuvre de René Goscinny
(octobre 2023).
Fille de René Goscinny et de son épouse Gilberte, Anne Goscinny est l’unique ayant droit de son père, dont elle gère toute l’œuvre en étroite collaboration avec les co-auteurs (Uderzo, Sempé…), éditeurs et producteurs.
Elle crée en 2004 les éditions Imav,  qui publient les aventures du Petit Nicolas et d'Iznogoud. La société IMAV qu’elle dirige avec son mari Aymar du Chatenet, édite l’intégralité des œuvres du Petit Nicolas et gère les droits merchandising et audiovisuels. Vendus en France à quinze millions d’exemplaires, ces ouvrages sont traduits dans une quarantaine de pays. Depuis, l’intégralité des titres (anciennement Denoël) sont transférés chez IMAV éditions qui publie désormais la totalité du catalogue du Petit Nicolas.
- 30 septembre 2009 : film Le Petit Nicolas, produit par Fidélité et réalisé par Laurent Tirard avec Kad Merad et Valérie Lemercier (5,7 millions d’entrées[4]) ;
- 13 septembre 2009 : série animée pour la télévision sur M6 (104 épisodes de 13 minutes du Petit Nicolas) réalisée par Arnaud Bouron et scénarisé par Alexandre de La Patellière, Matthieu Delaporte et Cédric Pilot. En France la série atteint des records d’audience et sera diffusée dans le monde entier (une vingtaine de pays). La série est couronnée par « Les lauriers de la télévision » (2010) et le prix spécial du jury catégorie série TV au Festival international du film d'animation d'Annecy (2011)
- En 2022 elle est co-scénariste, avec Michel Fessler, du film Le Petit Nicolas : Qu'est-ce qu'on attend pour être heureux ?. Réalisé par Benjamin Massoubre et Amandine Fedon. Le film fait partie de la sélection officielle du Festival de Cannes, il est couronné par le Cristal du long métrage du Festival international du film d'animation d'Annecy et sera selectionné pour les César.
- En 2012, Iznogoud a rejoint Le Petit Nicolas. IMAV éditions devient le nouvel éditeur du vizir de Goscinny et Tabary (21 titres). Les nouveaux albums sont scénarisés par de nouveaux auteurs : au scénario, Nicolas Canteloup, Laurent Vassilian, Jul, puis Olivier Andrieu ; au dessin, Nicolas Tabary puis Elric.

## Mécénat
En 2016, Anne Goscinny a créé et préside l’Institut René Goscinny, un fonds de dotation qui a pour objectif d'encourager la création artistique, soutenir les jeunes auteurs scénaristes, préserver un important fonds d'archives accessibles aux étudiants et chercheurs, favoriser l'apprentissage de la lecture et les pratiques de l'écriture.
L'Institut soutien notamment les ateliers de la cinémathèque française, Les Petits champions de la lecture. Espérance Ruralité et travaille en partenariat avec l'Ecole de Condé. Il organise chaque année à Angoulême le Prix René Goscinny du meilleur scénariste et participe à de nombreuses expositions. 
Institut René Goscinny

## Divers
Anne Goscinny est membre du jury du prix Version Femina.
Anne Goscinny est marraine et jury de la 8e édition du prix littéraire de l'institut La tour.

## Œuvres
- Le Bureau des solitudes (2002), roman, Éditions Grasset & Fasquelle
- Le Voleur de mère (2004), roman, éd. Grasset
- Le Père éternel (2006), roman, éd. Grasset
- Le Banc des soupirs (2011), roman, éd. Grasset
- Le Bruit des clefs (2012), coll. "Les Affranchis", NiL Éditions
- Le Sommeil le plus doux (2016), roman, éd. Grasset
- Sous tes baisers (2017), roman, éd. Grasset
- Romance (2022), roman, Éditions Grasset
- Mille façons d'aimer (2024), roman, Éditions Grasset
- Le Monde de Lucrèce – Volume 1 (mars 2018), en collaboration avec Catel, roman jeunesse, éd. Gallimard Jeunesse
- Le Monde de Lucrèce – Volume 2 (octobre 2018), en collaboration avec Catel, roman jeunesse, éd. Gallimard Jeunesse
- Le Monde de Lucrèce - Volume 3 (mars 2019), en collaboration avec Catel, roman jeunesse, éd. Gallimard Jeunesse
- Le Monde de Lucrèce - Volume 4 (2020), en collaboration avec Catel, roman jeunesse, éd. Gallimard Jeunesse
- Le Monde de Lucrèce - Volume 5 (août 2020), en collaboration avec Catel, roman jeunesse, éd. Gallimard Jeunesse
- Le Monde de Lucrèce - Volume 6 (mai 2021), en collaboration avec Catel, roman jeunesse, éd. Gallimard Jeunesse
- Le Monde de Lucrèce - Volume 7 (septembre 2022), en collaboration avec Catel, roman jeunesse, éd. Gallimard Jeunesse
- Le Monde de Lucrèce - Volume 8 (septembre 2023), en collaboration avec Catel, roman jeunesse, éd. Gallimard Jeunesse
- Le Monde de Lucrèce - Volume 9 (septembre 2024), en collaboration avec Catel, roman jeunesse, éd. Gallimard Jeunesse

## Distinctions
- 2018 :  Chevalière de l'ordre des Arts et des Lettres[5],[6].
- Membre de l'Académie Alphonse Allais.